# بلدية سكريفري
بلدية سكريفري (بالإنجليزية: Skrīveri Municipality)‏ هي بلدية في لاتفيا، تتبع لاتفيا، بلغ عدد سكانها 3٬413  نسمة، في 1 يناير 2017.

## الموقع
تشترك في الحدود مع:
- بلدية ليلفارد.